# جانگ یه اون
جانگ یه اون (کره‌ای: 장예은؛ زادهٔ ۱۰ اوت ۱۹۹۸) که بیشتر با نام یه‌اون (예은) شناخته می‌شود، خواننده و رپر اهل کره جنوبی است. او بیشتر به عنوان رپر اصلی گروه سی‌ال‌سی شناخته می‌شود.

## اوایل زندگی
یه‌اون زاده و بزرگ شده در دونگ‌دوچون، استان گیونگ‌گی، کره جنوبی است. او یک خواهر بزرگتر دارد.